# Spumellaria
Spumellaria son un grupo de radiozoos que pueden ser unicelulares solitarios o coloniales y son de hábitat marino. La cápsula central, que suele ser esférica, presenta pequeños poros circulares distribuidos uniformemente por la pared capsular. Algunos miembros carecen de esqueleto pero otros presentan un esqueleto con simetría radial, esto es, de forma esférica o derivada de esta, como espirales, discoidales, triaxónicos, cuadrangulares, etc. Es frecuente que el esqueleto esté formado por varias capas concéntricas, unidas por barras radiales.

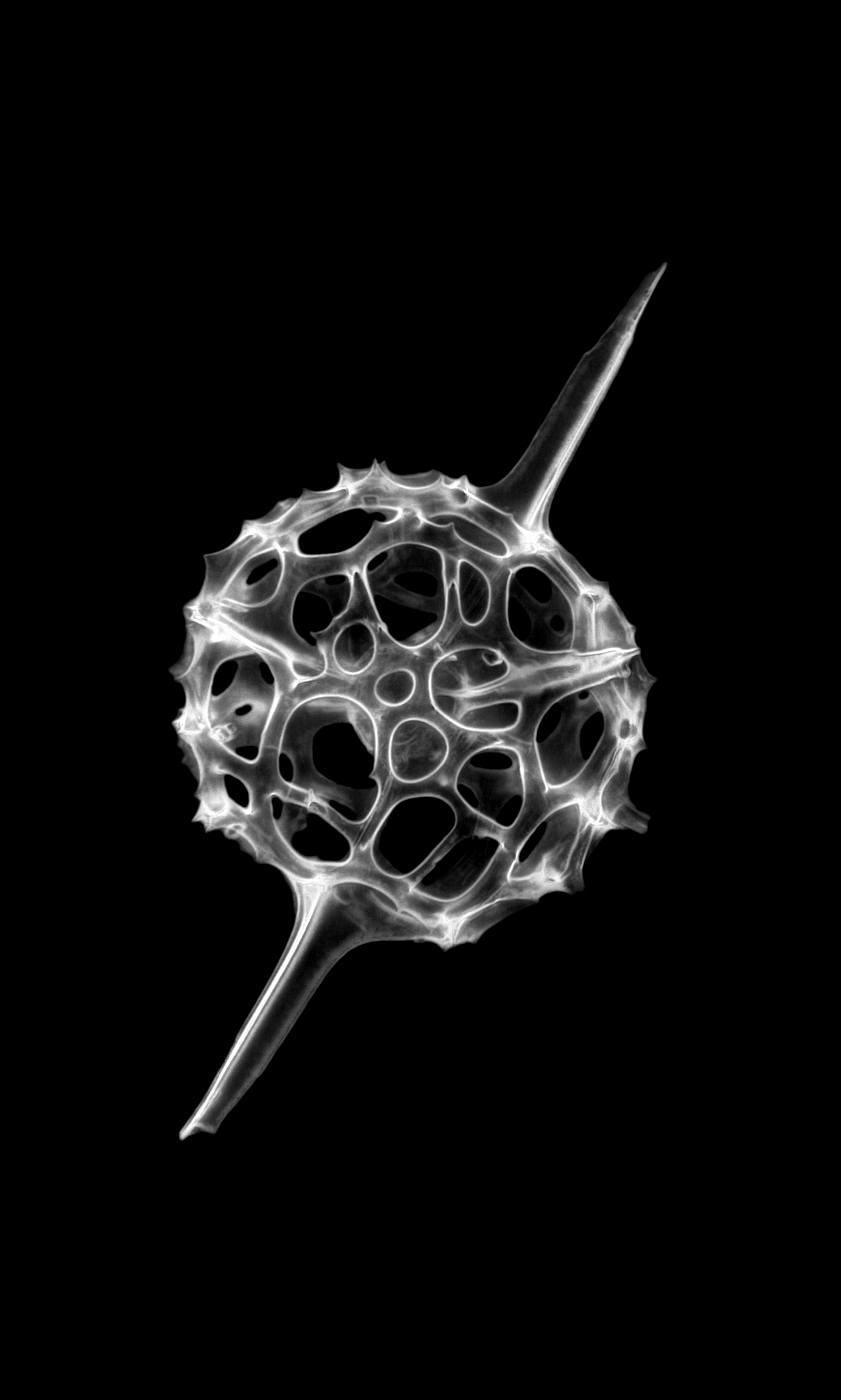
Esqueleto de Hexastylus